# Sint-Annakerk (Bottelare)

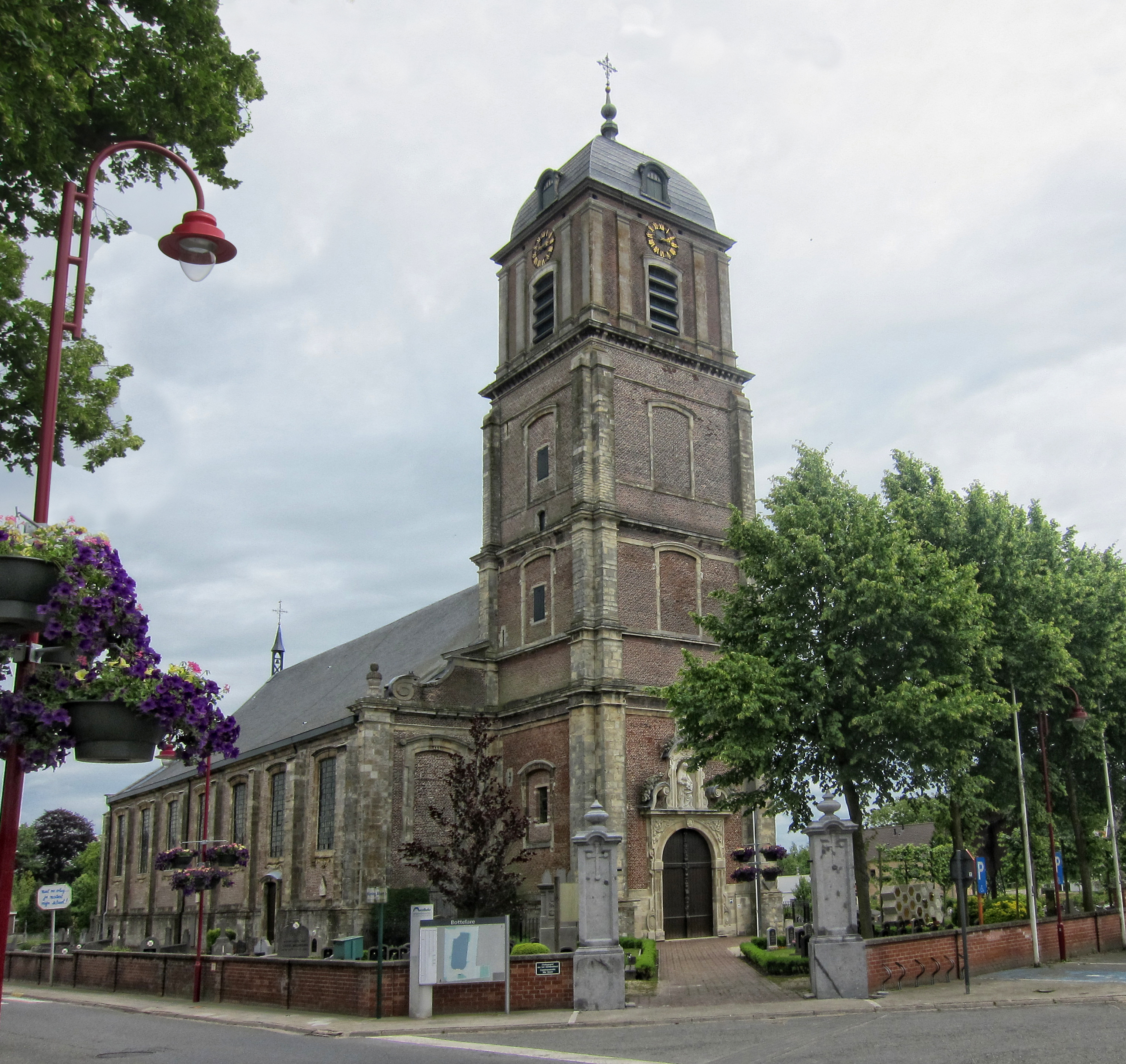
De Sint-Annakerk

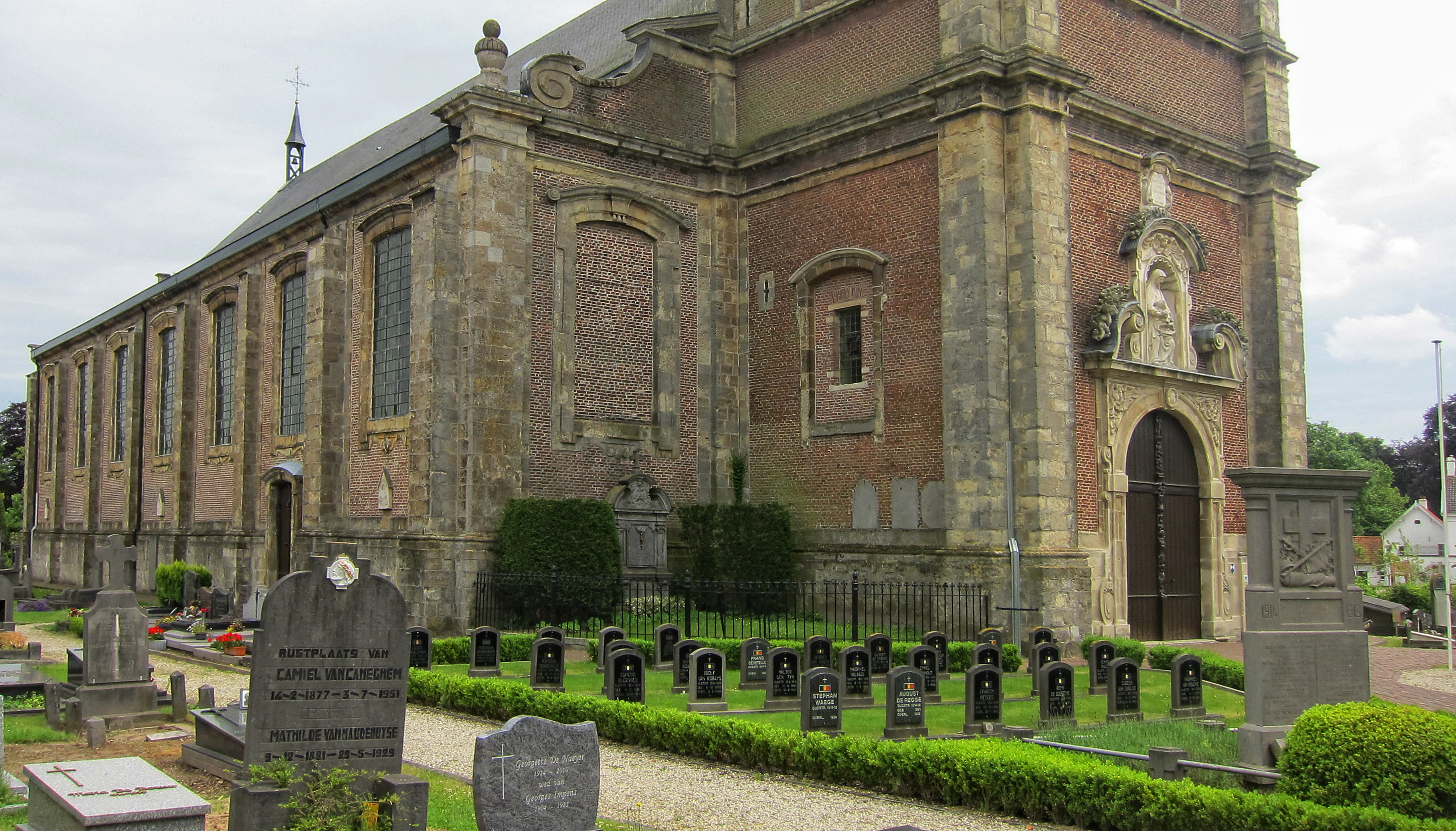
Het portaal met de heilige Anna en het kerkhof

De Sint-Annakerk in het Belgisch dorp Bottelare is een kerk toegewijd aan de heilige Anna. De kerk werd tussen 1641 en 1663 opgetrokken in barokstijl om de talrijke bedevaarders voor de te kleine plaatselijke Sint-Annakapel op te vangen. Het bovenste gedeelte van de toren uit 1873 naar een ontwerp van architect Théophile Bureau, bevat een uurwerk- en klokkenkamer. Als bouwmateriaal werd baksteen en Balegemse steen gebruikt. Haar 17e-eeuws barok interieur werd bewaard. Het bevat een kerkorgel gebouwd door Pieter Van Peteghem, een 15e-eeuws gotisch wijwatervat en een 17e-eeuws hoofdaltaar met antependium van de heilige Anna.  
Boven de toegangsdeur staat een beeld van de heilige Anna, tussen twee voluten. De nis waarin ze staat is versierd met een schelpmotief. Rond de kerk is een Sint-Anna-ommegang aanwezig die bestaat uit de Sint-Annakapel op het dorpsplein en negen kapellen. De ommegang wordt ieder jaar gehouden op 26 juli, het naamfeest van Anna of de zondag erna.